# 의령 서동리 함안층 빗방울 자국
의령 서동리 함안층 빗방울 자국(宜寧 西洞里 咸安層 빗방울 자국)은 대한민국 경상남도 의령군 의령읍 서동리의 경상 누층군 함안층 상에 드러난 빗방울 자국 화석이다. 1968년 5월 23일 대한민국의 천연기념물 196호로 지정되어 있다.

## 개요
1965년 11월 14일 경북대학교 지질학과의 장기홍 교수는 의령읍 서동리 국도변 암벽에 도로로부터 177 cm 높이, 경상 누층군 함안층 기저로부터 150 m 회적색 셰일 지층면에서 빗자국(rain print)을 발견하고 1967년 이를 대한지질학회 3권 1호에 논문으로 기재하였다. 분포 면적은 400 m2이며 많은 빗방울 자국들이 1 cm2당 1.5개의 밀도로 밀집해 있다. 빗방울 자국의 모양은 둥근 편이고 크기는 지름 8∼15 mm, 깊이는 1mm 미만이다. 빗방울 자국이 있는 이 지층은 약 1억 년 전에 만들어진 것으로 당시 가뭄으로 한때 호수의 물이 줄어들어 바닥에 쌓였던 퇴적물이 노출되었고, 그 위에 떨어진 빗방울의 충격으로 자국이 생긴 것이다. 빗방울 자국이 생긴 퇴적물의 표면이 마르고 그 위에 새로운 퇴적물이 쌓인 후 오랜 시간이 흐르는 가운데 굳어져 돌로 변한 것이다.

## 같이 보기
- 의령군의 지질
- 경상 누층군 함안층